# ロックディスタウン
ロックディスタウンは、日本の競走馬。主な勝ち鞍は2017年の札幌2歳ステークス。オルフェーヴルの初年度産駒の1頭である。
馬名は母名からの連想で、1980年代のアメリカのバンド「ストレイ・キャッツ」のヒット曲『Rock This Town』から。
半姉にタガノエリザベート（2009年ファンタジーステークス）、キャットコイン（2015年クイーンカップ）、ワンブレスアウェイ（2019年愛知杯）がいる。

## 経歴

### 2歳 (2017年)
8月6日、新潟の新馬戦にクリストフ・ルメール騎乗で出走。道中4・5番手追走から直線で外に持ち出すと最後は末脚を伸ばし、2着のタイムフライヤーに3/4馬身差をつけ単勝1.9倍の1番人気に応えデビュー戦を飾った。
9月2日の札幌2歳ステークスでは道中中団を追走し、4コーナーで外に出すと直線で鋭く伸びて先頭に立つとファストアプローチをクビ差抑えて重賞初制覇を飾るとともに、オルフェーヴル産駒の重賞初制覇となった。
12月10日の阪神ジュベナイルフィリーズでも1番人気に支持されたが、ラスト200mで失速し9着に敗れた。ルメールは、3ヶ月ぶりの実戦と関西への長距離輸送を敗因に挙げた。

### 3歳（2018年）
2月1日付で二ノ宮敬宇厩舎から藤沢和雄厩舎に転厩した。
3月17日のフラワーカップでは、父オルフェーヴルの主戦を務めた池添謙一との新コンビで臨んだ。デビューから4戦連続で1番人気に支持されるも、道中折り合いを欠き、見せ場も作れないまま最下位の13着に敗れた。
5月6日のNHKマイルカップではパドックを周回中に急に立ち上がり背中から転倒するアクシデントがあり、レースには出走したものの1頭だけ大きく離された最下位に終わった。このようなエピソードから分かるように、現役時代は気性が激しくテンションが上がると手に負えない一面があった。

### 4歳（2019年）
3月10日の東風ステークスで実戦復帰したが、14着と3戦連続の最下位で敗れた。5月2日付けで競走馬登録を抹消し現役を引退することになった。引退後は白老ファームにて繁殖牝馬となる。

## 競走成績
以下の内容は、netkeiba.comの情報に基づく。
| 競走日     | 競馬場 | 競走名     | 格   | 距離（馬場）  | 頭 数 | 枠 番 | 馬 番 | オッズ （人気） | 着順 | タイム （上がり3F） | 着差 | 騎手       | 斤量 [kg] | 1着馬（2着馬）         | 馬体重 [kg] |
| ---------- | ------ | ---------- | ---- | ------------- | ----- | ----- | ----- | --------------- | ---- | ------------------- | ---- | ---------- | --------- | ---------------------- | ----------- |
| 2017.08.06 | 新潟   | 2歳新馬    |      | 芝1800m（良） | 10    | 5     | 5     | 001.90（1人）   | 01着 | R1:50.4（32.5）     | -0.1 | C.ルメール | 54        | （タイムフライヤー）   | 490         |
| 0000.09.02 | 札幌   | 札幌2歳S   | GIII | 芝1800m（良） | 14    | 7     | 11    | 003.00（1人）   | 01着 | R1:51.4（36.1）     | -0.0 | C.ルメール | 54        | （ファストアプローチ） | 490         |
| 0000.12.10 | 阪神   | 阪神JF     | GI   | 芝1600m（良） | 18    | 8     | 18    | 003.10（1人）   | 09着 | R1:35.4（35.3）     | -1.1 | C.ルメール | 54        | ラッキーライラック     | 488         |
| 2018.03.17 | 中山   | フラワーC  | GIII | 芝1800m（良） | 13    | 4     | 4     | 002.80（1人）   | 13着 | R1:51.3（37.0）     | -2.1 | 池添謙一   | 55        | カンタービレ           | 498         |
| 0000.05.06 | 東京   | NHKマイルC | GI   | 芝1600m（良） | 18    | 8     | 18    | 066.1（11人）   | 18着 | R1:36.3（38.1）     | -3.5 | 池添謙一   | 55        | ケイアイノーテック     | 490         |
| 2019.03.10 | 中山   | 東風S      | L    | 芝1600m（良） | 14    | 1     | 1     | 029.4（11人）   | 14着 | R1:35.9（35.0）     | -1.7 | 杉原誠人   | 54        | ジョーストリクトリ     | 510         |

## 繁殖成績
|       | 馬名                     | 生年   | 性 | 毛色 | 父             | 馬主                     | 厩舎           | 戦績           |
| ----- | ------------------------ | ------ | -- | ---- | -------------- | ------------------------ | -------------- | -------------- |
| 初仔  | ロックディスタウンの2020 | 2020年 | 牡 | 栗毛 | ジャスタウェイ | （有）サンデーレーシング | 美浦・黒岩陽一 | 未出走（引退） |
|       | 不受胎                   | 2021年 |    |      | イスラボニータ |                          |                |                |
| 2番仔 | レベルスルール           | 2022年 | 牡 | 鹿毛 | イスラボニータ | （有）サンデーレーシング | 栗東・池江泰寿 | 2戦1勝（現役） |
| 3番仔 | ロックディスタウンの2024 | 2024年 | 牝 | 栗毛 | エピファネイア |                          |                |                |

- 2025年4月11日現在

## 血統表
| ロックディスタウンの血統      | ロックディスタウンの血統                                        | ロックディスタウンの血統                                        | （血統表の出典）                                                | （血統表の出典）  |
| 父系                          | サンデーサイレンス系                                            | サンデーサイレンス系                                            | サンデーサイレンス系                                            | [ § 2 ]           |
| 父 オルフェーヴル 2008 栗毛   | 父の父ステイゴールド 1994 黒鹿毛                                | *サンデーサイレンス                                             | Halo                                                            | Halo              |
| 父 オルフェーヴル 2008 栗毛   | 父の父ステイゴールド 1994 黒鹿毛                                | *サンデーサイレンス                                             | Wishing Well                                                    |                   |
| 父 オルフェーヴル 2008 栗毛   | 父の父ステイゴールド 1994 黒鹿毛                                | ゴールデンサッシュ                                              | *ディクタス                                                     | *ディクタス       |
| 父 オルフェーヴル 2008 栗毛   | 父の父ステイゴールド 1994 黒鹿毛                                | ゴールデンサッシュ                                              | ダイナサッシュ                                                  |                   |
| 父 オルフェーヴル 2008 栗毛   | 父の母オリエンタルアート 1997 栗毛                              | メジロマックイーン                                              | メジロティターン                                                | メジロティターン  |
| 父 オルフェーヴル 2008 栗毛   | 父の母オリエンタルアート 1997 栗毛                              | メジロマックイーン                                              | メジロオーロラ                                                  |                   |
| 父 オルフェーヴル 2008 栗毛   | 父の母オリエンタルアート 1997 栗毛                              | エレクトロアート                                                | *ノーザンテースト                                               | *ノーザンテースト |
| 父 オルフェーヴル 2008 栗毛   | 父の母オリエンタルアート 1997 栗毛                              | エレクトロアート                                                | *グランマスティーヴンス                                         |                   |
| 母 ストレイキャット 1999 鹿毛 | 母の父Storm Cat 1983 黒鹿毛                                     | Storm Bird                                                      | Northern Dancer                                                 | Northern Dancer   |
| 母 ストレイキャット 1999 鹿毛 | 母の父Storm Cat 1983 黒鹿毛                                     | Storm Bird                                                      | South Ocean                                                     |                   |
| 母 ストレイキャット 1999 鹿毛 | 母の父Storm Cat 1983 黒鹿毛                                     | Terlingua                                                       | Secretariat                                                     | Secretariat       |
| 母 ストレイキャット 1999 鹿毛 | 母の父Storm Cat 1983 黒鹿毛                                     | Terlingua                                                       | Crimson Saint                                                   |                   |
| 母 ストレイキャット 1999 鹿毛 | 母の母* ローミンレイチェル 1990 鹿毛                            | *マイニング                                                     | Mr. Prospector                                                  | Mr. Prospector    |
| 母 ストレイキャット 1999 鹿毛 | 母の母* ローミンレイチェル 1990 鹿毛                            | *マイニング                                                     | I Pass                                                          |                   |
| 母 ストレイキャット 1999 鹿毛 | 母の母* ローミンレイチェル 1990 鹿毛                            | One Smart Lady                                                  | Clever Trick                                                    | Clever Trick      |
| 母 ストレイキャット 1999 鹿毛 | 母の母* ローミンレイチェル 1990 鹿毛                            | One Smart Lady                                                  | Pia's Lady                                                      |                   |
| 母系(F-No.)                   | (FN:2-b)                                                        | (FN:2-b)                                                        | (FN:2-b)                                                        | [ § 3 ]           |
| 5代内の近親交配               | Northern Dancer 5×4=9.38%、ノーザンテースト 5･4（父内）=9.38%、 | Northern Dancer 5×4=9.38%、ノーザンテースト 5･4（父内）=9.38%、 | Northern Dancer 5×4=9.38%、ノーザンテースト 5･4（父内）=9.38%、 | [ § 4 ]           |
| 出典                          | 1. 2. 3. 4.                                                     | 1. 2. 3. 4.                                                     | 1. 2. 3. 4.                                                     | 1. 2. 3. 4.       |

母の半弟にゼンノロブロイがいる。